# Buddleja
Buddleja is een geslacht uit de helmkruidfamilie (Scrophulariaceae).
Vroeger werd het geslacht bij de familie Buddlejaceae ingedeeld. APG II deelt het in bij de helmkruidfamilie.
Het geslacht is vernoemd naar Adam Buddle, predikant, botanicus en rector in Essex (Verenigd Koninkrijk).

## Soorten
In België en Nederland  wordt vooral de vlinderstruik (Buddleja davidii) aangeplant, en in stedelijk gebied komt deze soort ook op eigen kracht regelmatig voor.
- Buddleja alternifolia
- Buddleja asiatica
- Buddleja davidii, vlinderstruik
- Buddleja globosa
- Buddleja incana
- Buddleja lindleyana
- Buddleja madagascariensis
- Buddleja marrubiifolia
- Buddleja officinalis
- Buddleja racemosa
- Buddleja saligna
- Buddleja scordioides
- Buddleja sessiliflora
- Buddleja utahensis

... · 
Buddleya (Buddleja) · 
Myoporum · 
Scrophularia (Helmkruid) · 
Verbascum (Toorts) · 
...